# 池田ハル
池田ハル（いけだ ハル）は、漫画家・アーティスト・イラストレーター。福岡生まれ。双子座、AB型。東京都在住

## 経歴
セツ・モードセミナー卒業後、デザイナー等を経てフリーランス。 
主にイラストレーションと漫画、版画の制作を行う他、広告、装画、ファッションブランドとのコラボレーションなど「女の子」の企画を中心に活動、子どもたちとのワークショップ、国内外のエキシビジョンに参加、作品を提供する。渋谷西原のパールブックショップ&ギャラリーにて個展を開催。
2007年「裸のアヌーシュカ」が第11回文化庁メディア芸術祭マンガ部門 審査委員会推薦作品となる。
2017年7月に漫画『裸のアヌーシュカ』を上梓。
Webアックスにて「ハルさんちのハンドメイド~大きな手小さな手」連載中。

## 単行本
- 『裸のアヌーシュカ』青林工藝舎、2017年7月。ISBN 978-4883794379。